# Иванов, Виктор Николаевич (футболист)
Ви́ктор Никола́евич Ивано́в (род. 29 августа 1960, Омск, СССР) — советский и российский футболист, защитник.

## Карьера
Воспитанник омского футбола. Начинал карьеру в местном «Иртыше» в 1979 году. В 1985 году перешёл в «Ротор». В 1988 году пополнил ряды тюменского «Геолога». В 1990—1991 годах защищал цвета «Шахтёра» из Караганды. В 1992 году подписал контракт с клубом «Уралец». В 1993 году выступал в Высшей лиге в составе владивостокого «Луча». В 1994 году вернулся в «Иртыш», где через год завершил карьеру.

## Достижения
- Победитель 4-й зоны Второй лиги: 1983
- Серебряный призёр 4-й зоны Второй лиги: 1982
- Бронзовый призёр 4-й зоны Второй лиги: 1981
- Обладатель Кубка РСФСР: 1981